# Saropogon jucundus
Saropogon jucundus är en tvåvingeart som först beskrevs av Wulp 1872.  Saropogon jucundus ingår i släktet Saropogon och familjen rovflugor. Inga underarter finns listade i Catalogue of Life.